# Piridazina
La piridazina, o 1,2-diazina (nome sistematico 1,2-diazabenzene), è un composto organico eterociclico aromatico che è isoelettronico con il benzene e la piridina. La molecola è costituita da un anello benzenico in cui due atomi di carbonio adiacenti sono rimpiazzati da due atomi di azoto  e la sua formula è quindi C4H4N2. Con il nome di "piridazine" si indicano i suoi derivati. La piridazina è uno dei tre isomeri delle diazine (diazabenzeni): queste differiscono per la posizione reciproca dei due atomi di azoto nell'anello a sei membri e comprendono, oltre alle piridazine, le pirimidine (atomi N in 1,3) e le pirazine (atomi N in 1,4). Della piridazina esistono due benzoderivati isomeri: la cinnolina (giunzione in 3,4) e la ftalazina (giunzione in 4,5).

## Proprietà
La piridazina, come le altre diazine, è un composto endotermico, ΔHƒ° = 224,9 ± 0,92 kJ/mol, ma alquanto più endotermico (meno stabile) delle altre due (pirimidina, +143,2, e pirazina, +139,8kJ/mol). A temperatura ambiente è un liquido incolore se puro, ma può essere giallo-bruno per impurezze. Come già accade per la piridina, la piridazina è solubile in acqua e in alcool in ogni rapporto; è anche solubile in benzene e in etere, ma non in cicloesano o etere di petrolio.  Il suo cloridrato C4H5N2Cl è un solido giallo che fonde a 161-163 °C. Il monopicrato C10H7N5O7 e il cloroaurato C4H5N2AuCl4 sono anch'essi solidi gialli che si decompongono a 170-175 °C e ~110 °C, rispettivamente.
La piridazina ha sei elettroni π nell'anello e rispetta quindi la regola di Hückel per l'aromaticità. In accordo a studi quantomeccanici sull'aromaticità delle diazine risulta che la piridazina è aromatica, ma ha un indice HOMA di aromaticità minore delle altre due.
Entrambi gli atomi di azoto hanno ciascuno un doppietto libero di elettroni. Questo rende la piridazina basica, sia nel senso di Brønsted, potendo reagire con acidi formando facilmente sali del suo acido coniugato (piridazinio), come quelli visti sopra, ma anche nel senso di Lewis, potendo agire da ligando nei confronti di cationi metallici formando complessi. Per lo stesso motivo la molecola può accettare fino a due legami idrogeno da solventi protici e ciò spiega, insieme alla sua alta polarità, la sua completa solubilità in acqua. Infatti, la molecola è la più polare delle diazine, il suo momento di dipolo è μ = 4,14 D, notevolmente più della piridina (2,37 D), della pirimidina (2,33 D) e dell'acqua stessa(1,86 D).
A causa della concorrenza dei due atomi di azoto per gli elettroni disponibili (entrambi esercitano effetto induttivo -I anche verso se stessi), la piridazina ha una basicità inferiore alla piridina (valori di pKa degli acidi coniugati: piridina: 5,23, piridazina: 2,24), ma è la più basica delle diazine (pirimidina, 1,3; pirazina, 0,4). Per altro verso, i due atomi di azoto presenti sull'anello lo depauperano di densità elettronica rendendo la piridazina fortemente disattivata verso le reazioni di sostituzione elettrofila aromatica ma, d'altro canto, risultando decisamente attivata verso le reazioni di sostituzione nucleofila aromatica.

## Struttura molecolare
La molecola della piridazina è planare, con simmetria appartenente al gruppo puntuale C2v. Da indagini combinate di spettroscopia rotazionale nella regione delle microonde e di diffrazione elettronica in fase gassosa, e di risonanza magnetica nucleare 1H della piridazina in soluzione di cristalli liquidi, è stato possibile dedurre i suoi parametri strutturali, come lunghezze (r) ed angoli di legame (∠), con notevole accuratezza; tra questi, alcuni dati salienti sono qui di seguito riportati:
r(N−N) = 133,70 pm; r(C−N) = 133,79 pm; r(C3−C4) = 140,00 pm; r(C4−C5) = 138,46 pm;
r(C3–H) = 107,87 pm;r(C4–H) = 107,07 pm;
∠(NNC) = 119,38°; ∠(NCC) = 123,76°; ∠(CCC) = 116,86°;
∠(NCH) = 114,91°; ∠(C3C4H) = 120,67°.
Nell'anello si può notare una lieve alternanza di lunghezze di legame: tre legami adiacenti (NN, CN) sono più corti e tre altri (CC) sono un po' più lunghi. I legami C−H hanno lunghezze paragonabili a quelle nella piridina (~108-109 pm), solo leggerissimamente minori.
La lunghezza media dei legami CC è di 139,5 pm e questa è molto simile a quella nel benzene (139,76 pm). Il legame NN di 133,7 pm è di lunghezza ovviamente intermedia tra quella di N−N (126,0 pm, nel trans-azobenzene) e quella N−N nell'idrazina (145 pm) dato che, per l'aromaticità dell'anello, l'ordine di legame medio deve essere 1,5. Tuttavia, il legame C−N ha praticamente la stessa lunghezza, nonostante il maggior raggio covalente di C rispetto a N e questo è stato interpretato, per la piridazina, come un minor carattere di doppio legame in NN rispetto a CN. Anche da indagini di spettroscopia infrarossa a bassissime temperature di ciascuna delle tre diazine in matrici di argon solido si conclude che per la risonanza della piridazina il contributo della forma canonica con legami CN doppi e legame NN singolo prevale decisamente sull'altra.
Gli angoli interni all'anello mostrano anch'essi una qualche alternanza (~117-124°) rispetto al valore teorico di 120° per l'ibridazione sp2 di N e di C ed è in parte connessa all'alternanza delle lunghezze di legame vista sopra, con la necessaria chiusura dell'anello esaatomico. Tra quelli esterni, più liberi degli interni, si nota l'angolo NCH con il suo valore di ~115°, significativamente più stretto di 120°. Questo può essere dovuto alla combinazione di due effetti: a) mancanza di repulsione con un altro H, che su N ovviamente manca, e b) presenza su N della coppia solitaria che, con la sua densità elettronica negativa verosimilmente può attrarre a sé l'Hδ+ situato sul carbonio adiacente; inoltre, gli altri angoli esterni sono prossimi ai 120°. Questo trova riscontro anche nel fatto che la distanza di non legame tra l'N2 e l'H sul C3 (204,9 pm) è molto minore della somma dei raggi di van der Waals (275 pm) di N e H, mentre le somme degli stessi raggi per le coppie di idrogeni su carboni adiacenti è sempre maggiore dei 248 pm [2 rvdW(H)].

## Sintesi
Dopo la descrizione originaria nel 1901 da R. Marquis, la sintesi di Hückel e Jahnentz del 1942 prevede la reazione del furano con acido nitrico in soluzione di anidride acetica; l'intermedio ottenuto, il 2-nitro-5-acetossifurano, viene immediatamente fatto reagire con idrazina monoidrata, ottenendo una resa in piridazina del 20%.
Rese migliori si ottengono nella reazione con derivati dell'acido maleico. L'anidride maleica può infatti subire con successo idrazinolisi, e il risultante 1,2-diidropiridazin-3,6-dione può essere diclorurato con ossicloruro di fosforo a 1,4-dicloropiridazina, che viene poi ridotta (declorurata) in situ con H2-Pd/C, ottenendo fino al 62% di resa.
Anche la reazione dell'idrazina con la dialdeide maleica porta alla piridazina. Dato il carattere instabile di questa dialdeide, questa è generalmente fatta rilasciare in situ da uno dei suoi diacetali corrispondenti. Questo metodo, applicato in un processo della BASF con piccole modifiche della procedura iniziale, arriva ad avere una resa di oltre l'80% :